# Ковалевское водохранилище
Ковалевское водохранилище — небольшое русловое водохранилище на реке Ковалевка (левый приток р Мерла). Расположено в Краснокутском районе Харьковской области, у сёл Ковалевка, Рандава и Гринев Яр. Водохранилище построено в 1975 году по проекту Харьковского филиала института «Укргипроводхоз». Назначение — орошение, рыборазведения, рекреация. Вид регулирования — сезонное.

## Основные параметры водохранилища
- Нормальный подпорный уровень — 108,5 м;
- Форсированный подпорный уровень — 110,0 м;
- Полный объём — 1,3 млн м³;
- Полезный объём — 0640000 м³;
- Длина — 2,8 км;
- Средняя ширина — 0,31 км;
- Максимальные ширина — 0,40 км;
- Средняя глубина — 1,5 м;
- Максимальная глубина — 3,5 м.

## Основные гидрологические характеристики
- Площадь водосборного бассейна — 166,4 км².
- Годовой объём стока 50 % обеспеченности — 8780000 м³.
- Паводковый сток 50 % обеспеченности — 6160000 м³.
- Максимальный расход воды 1 % обеспеченности — 111 м³/с.

## Состав гидротехнических сооружений
- Глухая земляная плотина длиной — 378 м, высотой — 5,3 м, шириной — 7 м. Заделка верхового откоса — 1:8, низового откоса — 1:2,5.
- Шахтный водосброс из монолитного железобетона высотой — 5,5 м, размерами 2(5,1×4,4) м.
- Водоотводная труба, размерами 4(2,3×1,9) м.
- Рекомендуемый водовыпуск из двух стальных труб диаметром 600 мм, оборудованных защёлками. Расчётный расход — 2,66 м³/с.

## Использование водохранилища
Водохранилище было построено для орошения в колхозе им. Крупской Краснокутского района. В настоящее время водохранилище используется для рыборазведения.